# Körpermodell
Ein Körpermodell ist ein physisches Modell eines geometrischen Körpers. Während ein geometrischer Körper die idealisierte, mathematische Form eines realen Gegenstands beschreibt, stellt umgekehrt ein Körpermodell eine physische Realisierung („Repräsentant“) des mathematischen Begriffs dar. Körpermodelle zielen dabei auf die haptische Erfahrung des mathematischen Körpers, um das räumliche Vorstellungsvermögen zu entwickeln. Demgegenüber fokussieren Software-Anwendungen für dynamische Raumgeometrie, die heute in Lehre vermehrt anstelle physischer Körpermodelle eingesetzt werden, allein auf den visuellen Sinneskanal (dafür erlauben sie es allerdings auch, die Proportionen des Körpers interaktiv und dynamisch zu verändern und Berechnungen an den virtuell konstruierten Körpern vorzunehmen).

## Zweck von Körpermodellen
Körpermodelle werden genutzt, um das räumliche Vorstellungsvermögen zu schulen und insbesondere
- Begriffe wie Ecke, Kante, Fläche zu veranschaulichen;
- die Bestimmung der Anzahl der Ecken, Anzahl der Kanten, eines Raumwinkels oder Eckengrads visuell zu unterstützen sowie
- die räumliche Lage von Raumdiagonale oder Körperhöhe besser zu verstehen oder die Geometrie von Schnittflächen zu untersuchen.

## Verschiedene Arten von Körpermodellen
Es gibt Vollkörper, Kantenmodelle oder Flächenmodelle.

### Vollkörpermodelle
Mathematische Institute an Hochschulen haben zu Lehrzwecken oftmals eine umfangreiche Sammlung an Vollkörpermodellen, die nicht selten durch Mitarbeiter oder Angestellte gefertigt wurden. Als Material finden u. a. Holz, Metall, Glas, Karton und Papier Verwendung, später auch Kunststoff.
Für zahlreiche Polyeder gibt es überraschend stabile Flechtmodelle; sie werden ohne Verwendung von Klebstoff aus (meist farbigen) Papierstreifen durch Falten und Flechten hergestellt.
Mit Hilfe von Rapid Prototyping Technologie und 3D-Druckern kann man heute auch komplexe Vollkörpermodelle in wenigen Stunden oder Tagen automatisiert selbst herstellen.

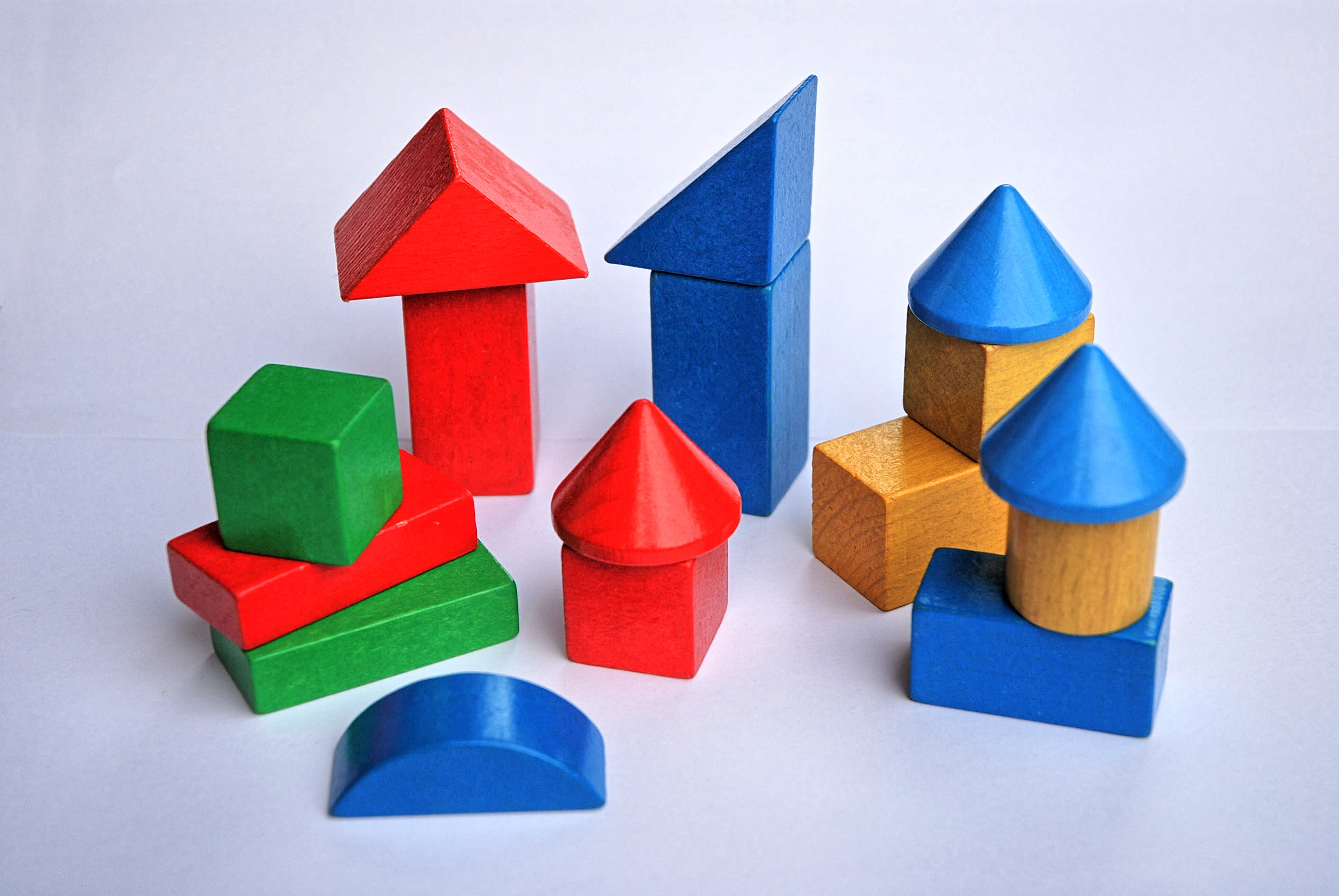
Holzspielzeug für Kinder
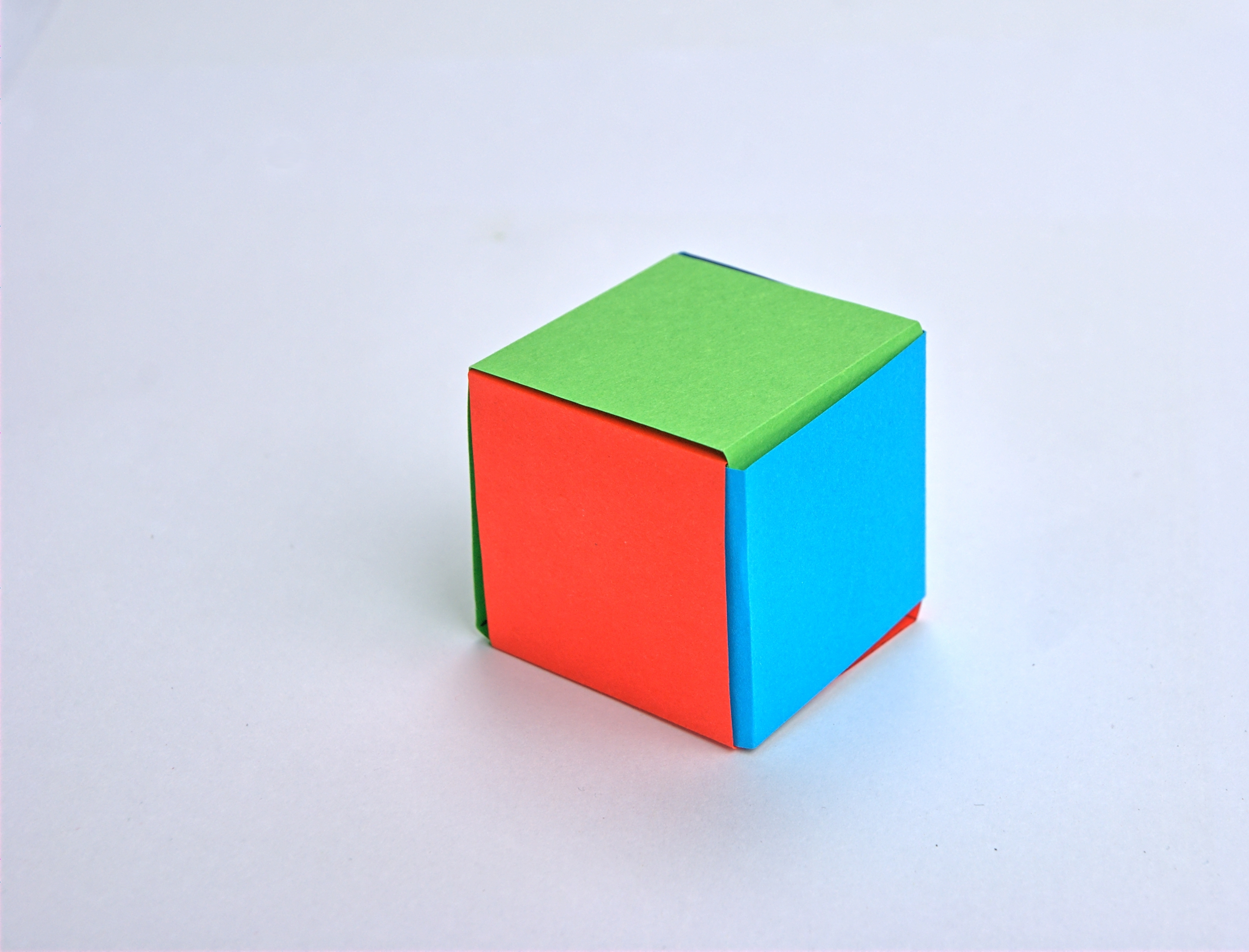
Flechtmodell eines Würfels
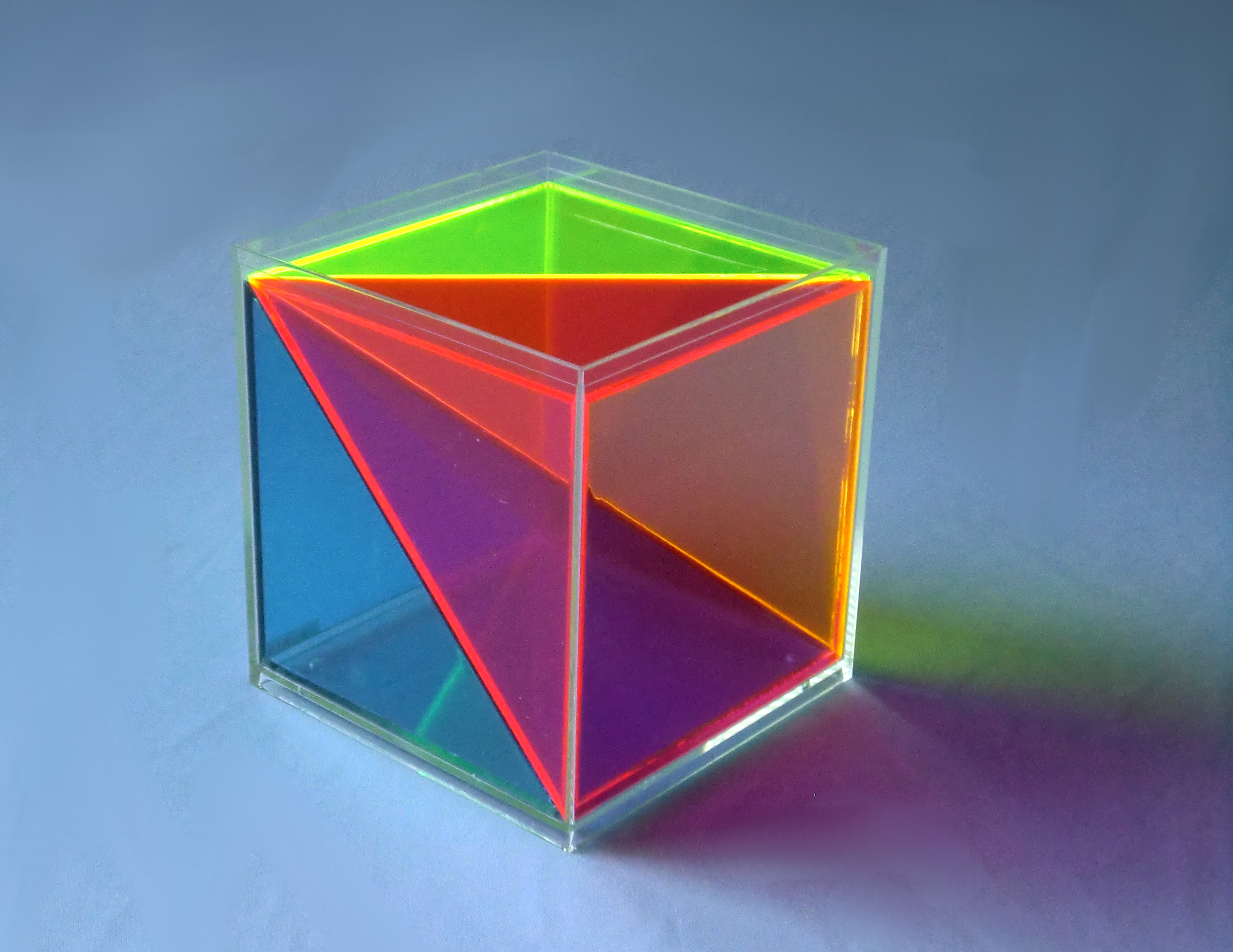
Zerlegung des Würfels in drei Pyramiden
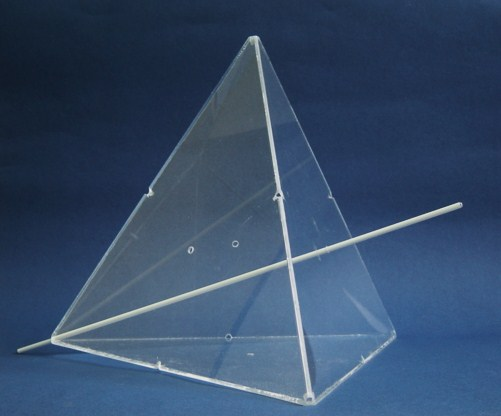
Die Höhe des Tetraeders
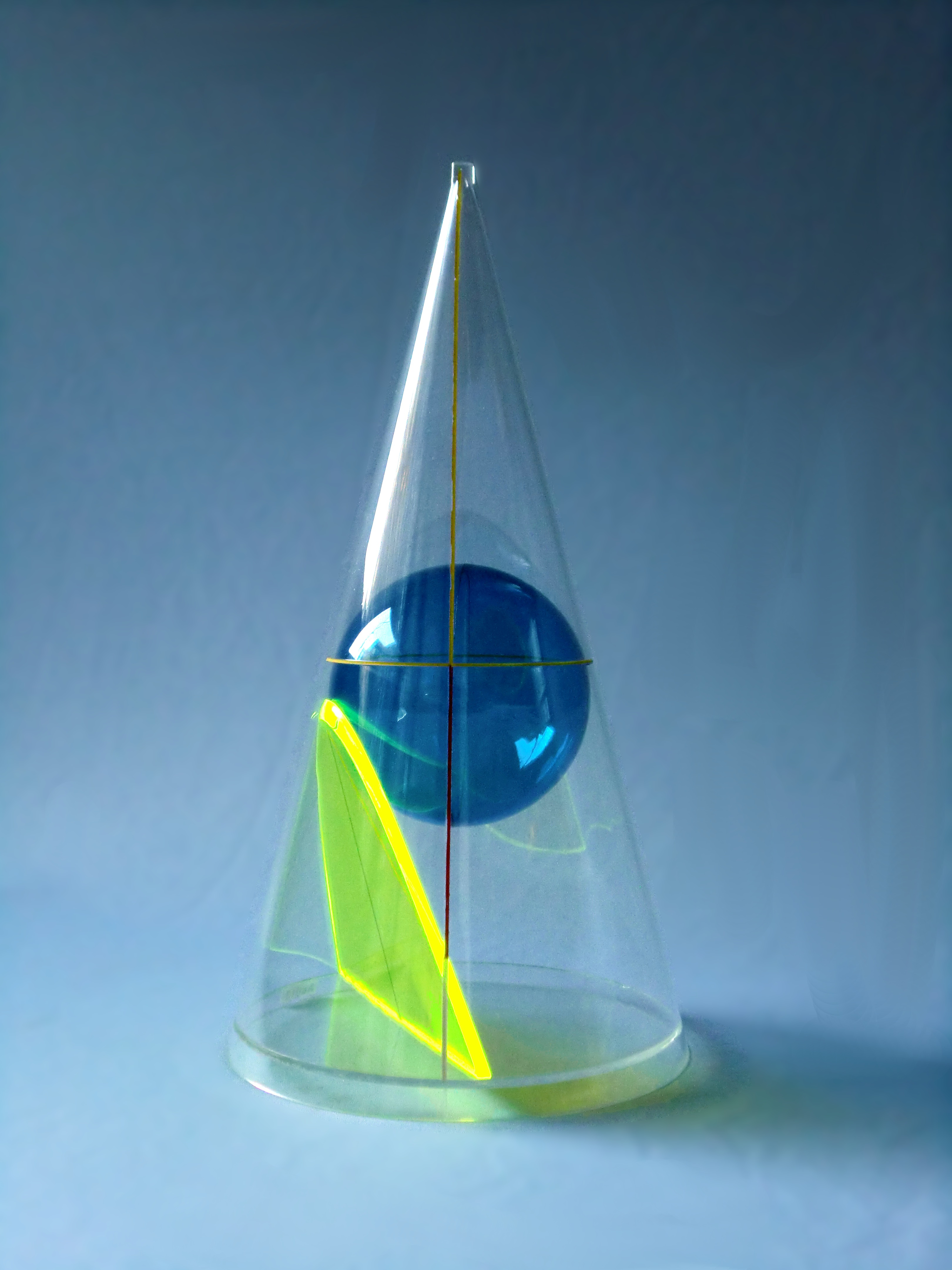
Parabel als Kegelschnitt
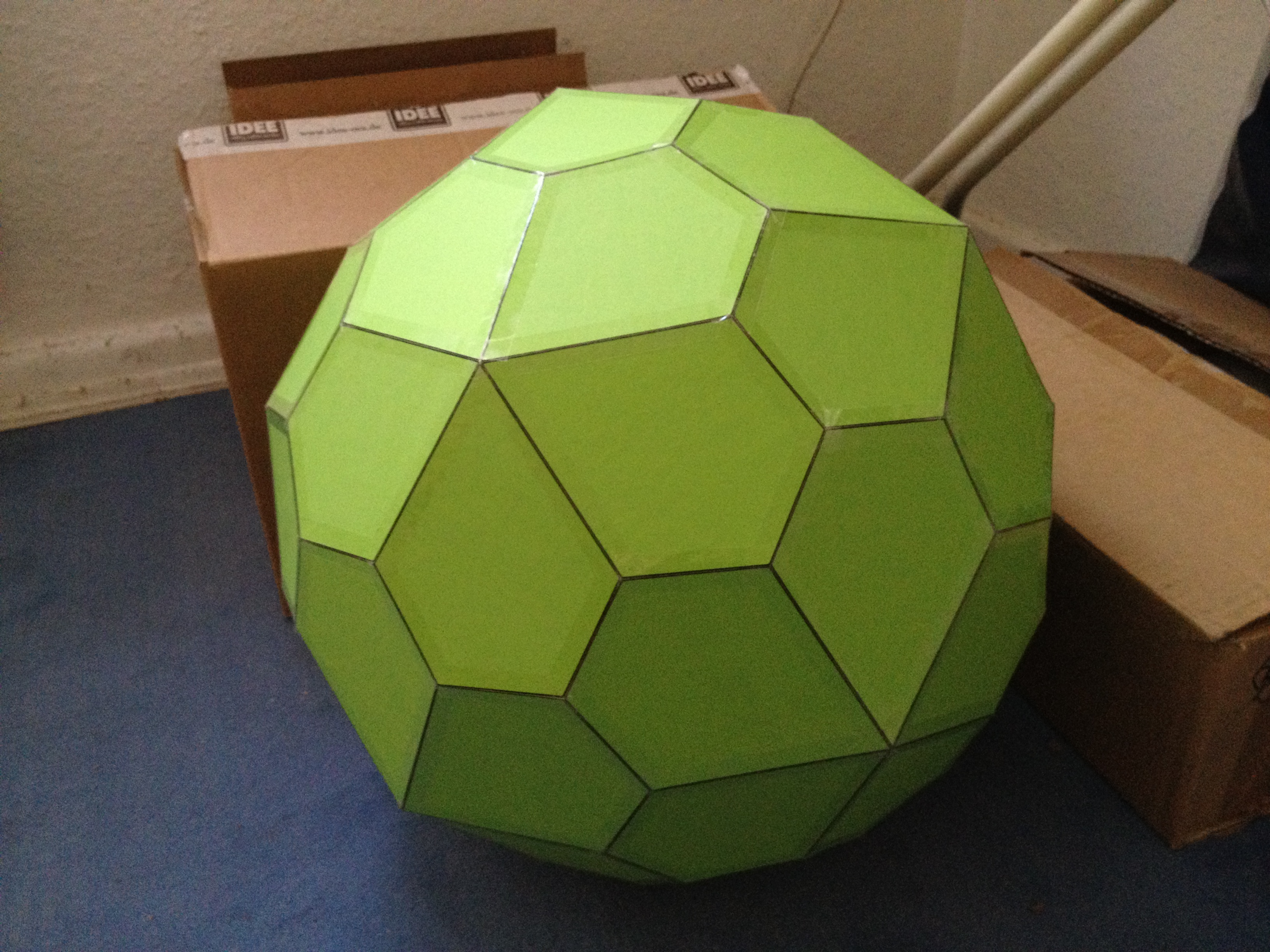
Papiermodell eines Pentagonhexakontaeder, 25,4 l Volumen
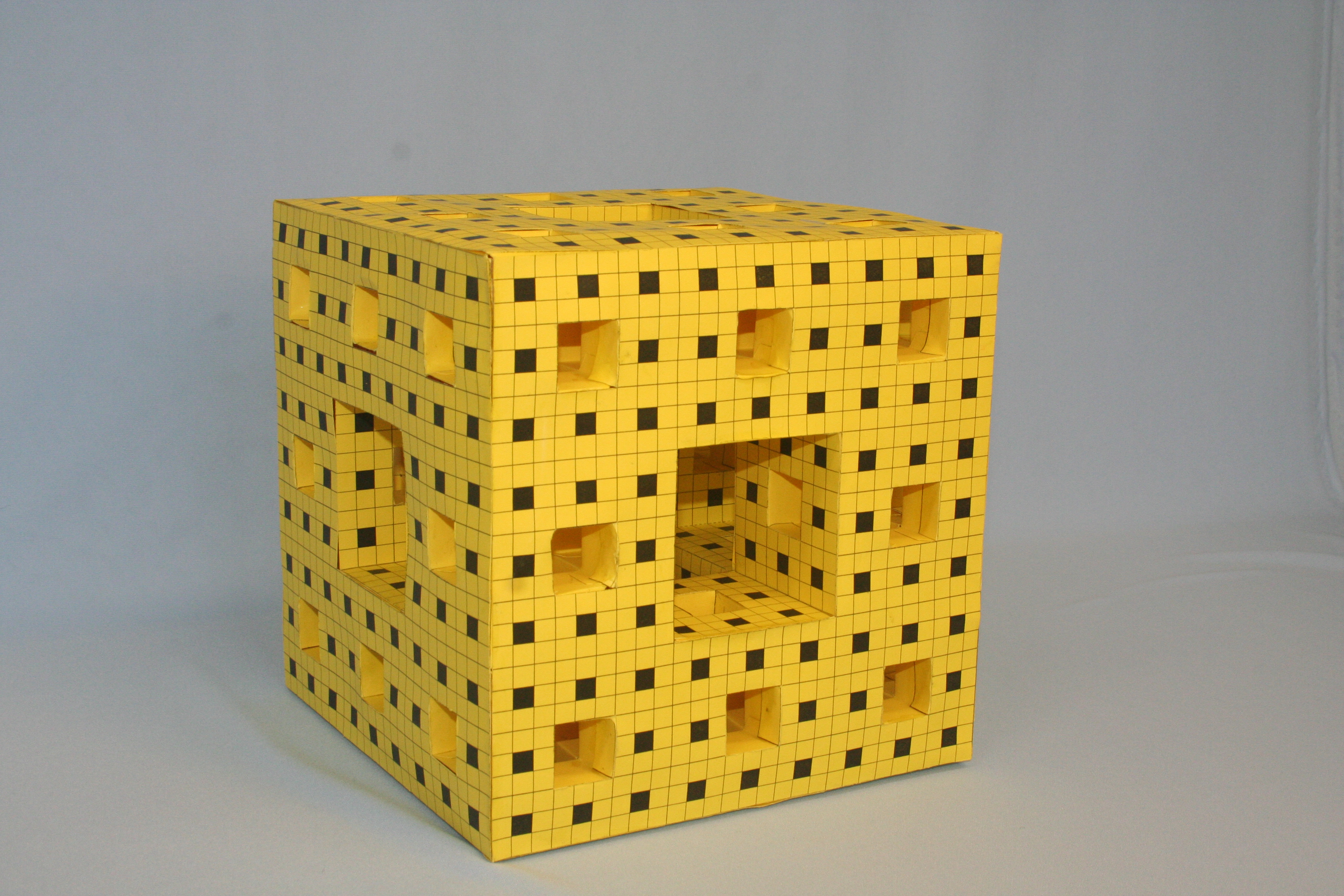
Modell eines Menger-Schwamms (aus Pappe)
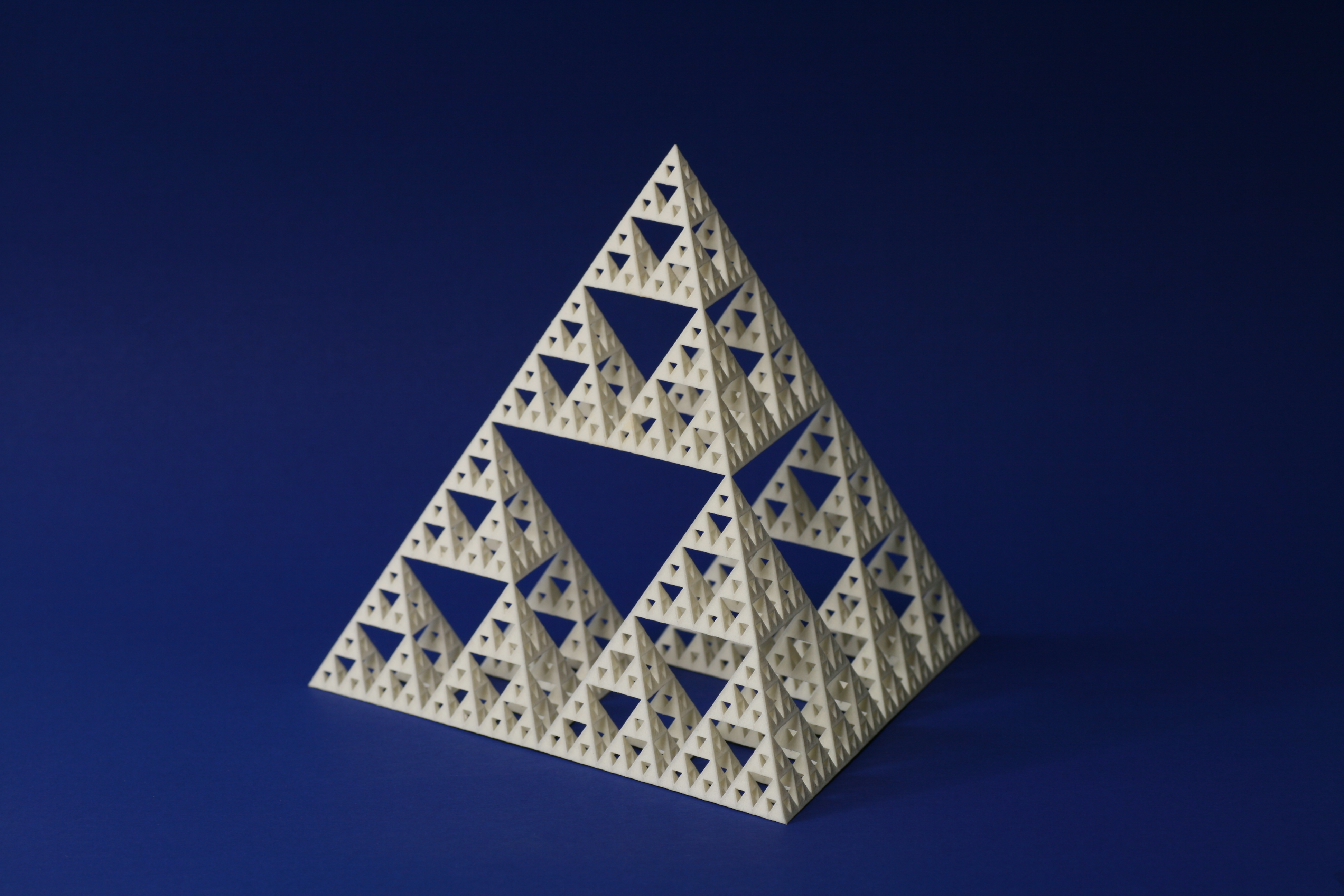
3D-Druck der Sierpinski-Pyramide aus Polyamid
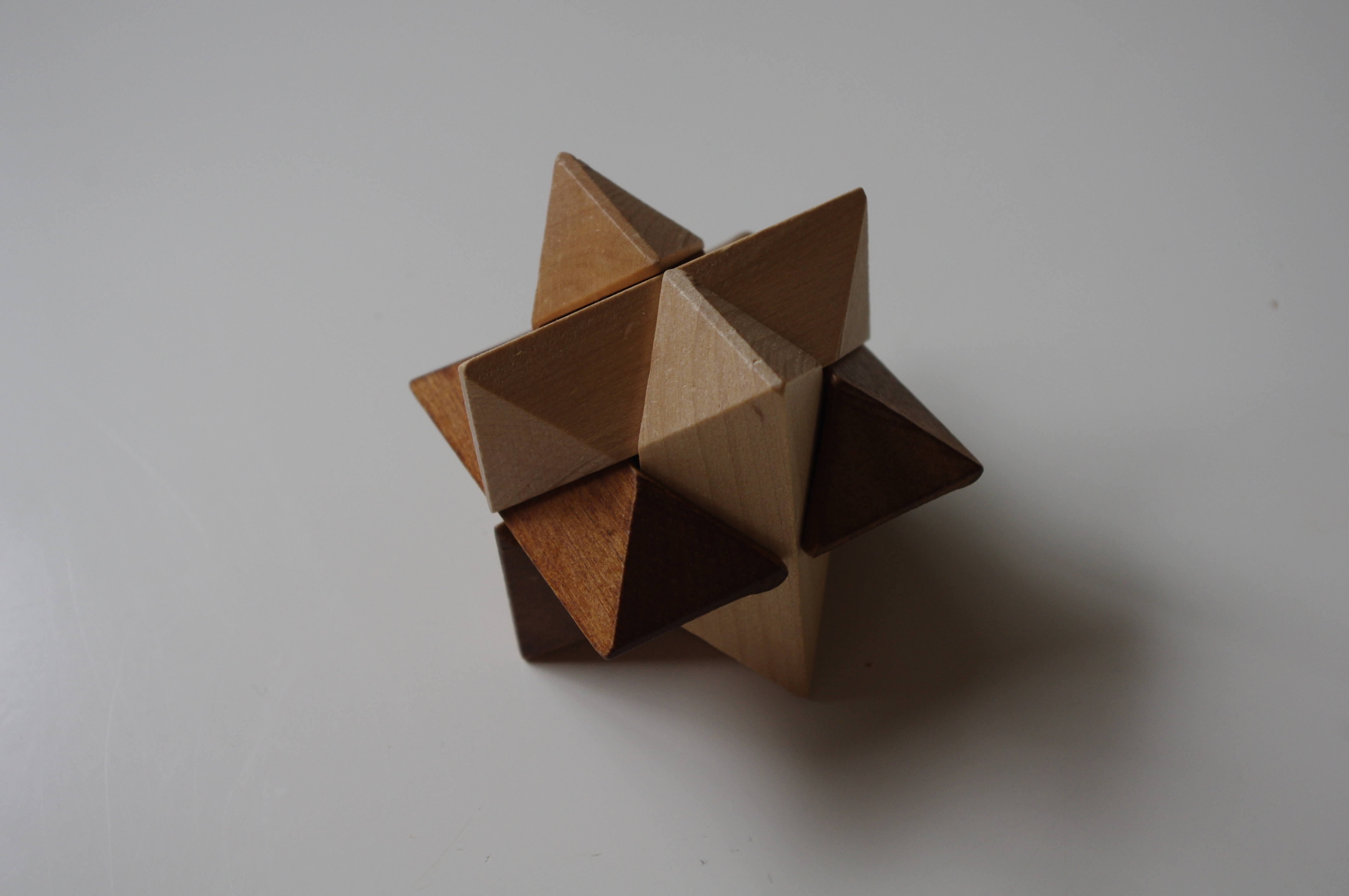
Sternkörper-Puzzle aus Holz

### Kantenmodelle
Kantenmodelle kann man leicht selbst herstellen, z. B. mit Hilfe von Schaschlik-Spießen (oder Zahnstochern, Trinkhalmen, Pfeifenputzern, Metalldraht, …) und Knete bzw. Wachs – oder auch mittels Klickies, Polydron oder mit Zometool. Für die Lehre wurden auch Kantenmodelle aus farbig lackierten Metallstäben vertrieben.

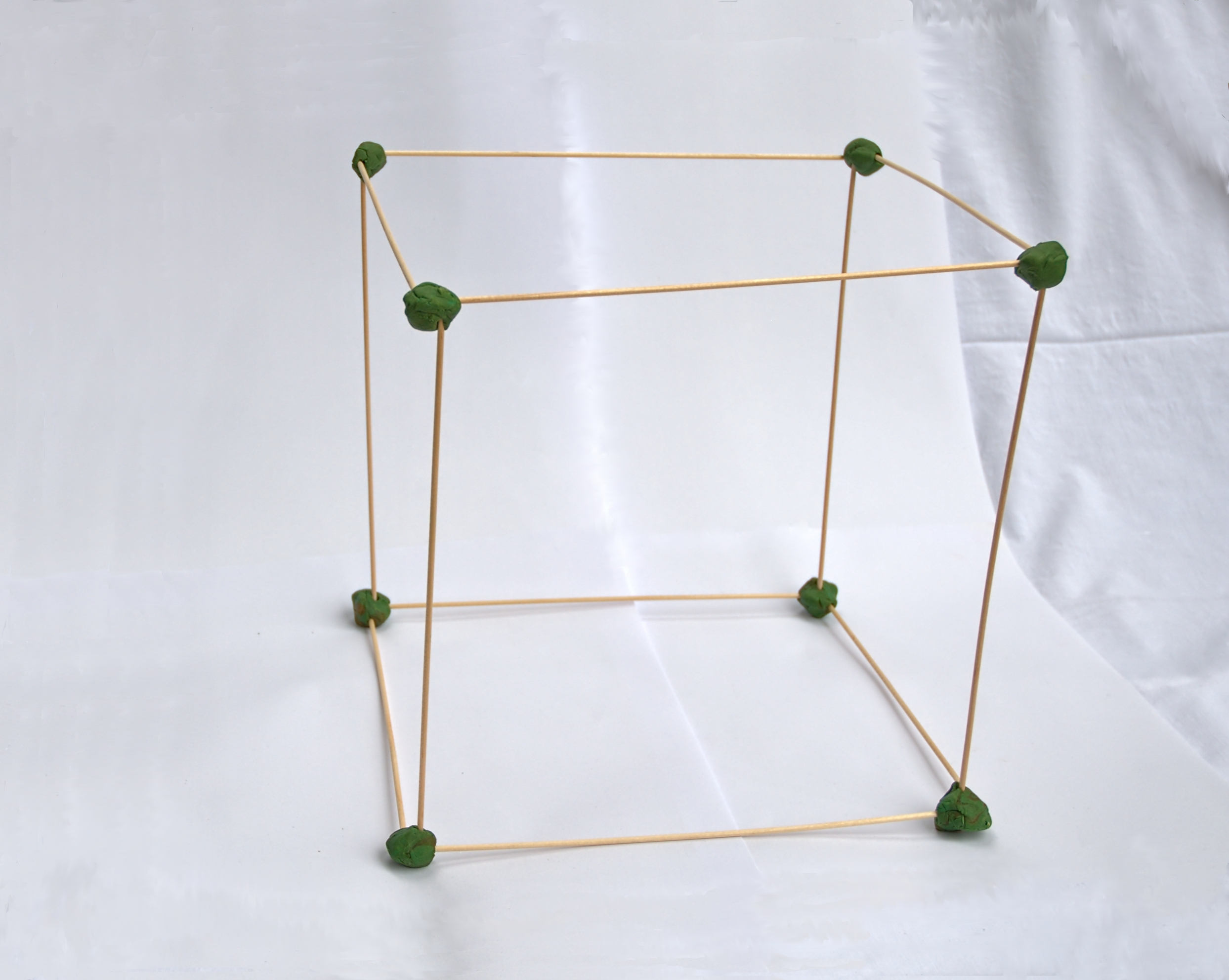
Würfelmodell aus Schaschlikspießen und Knete
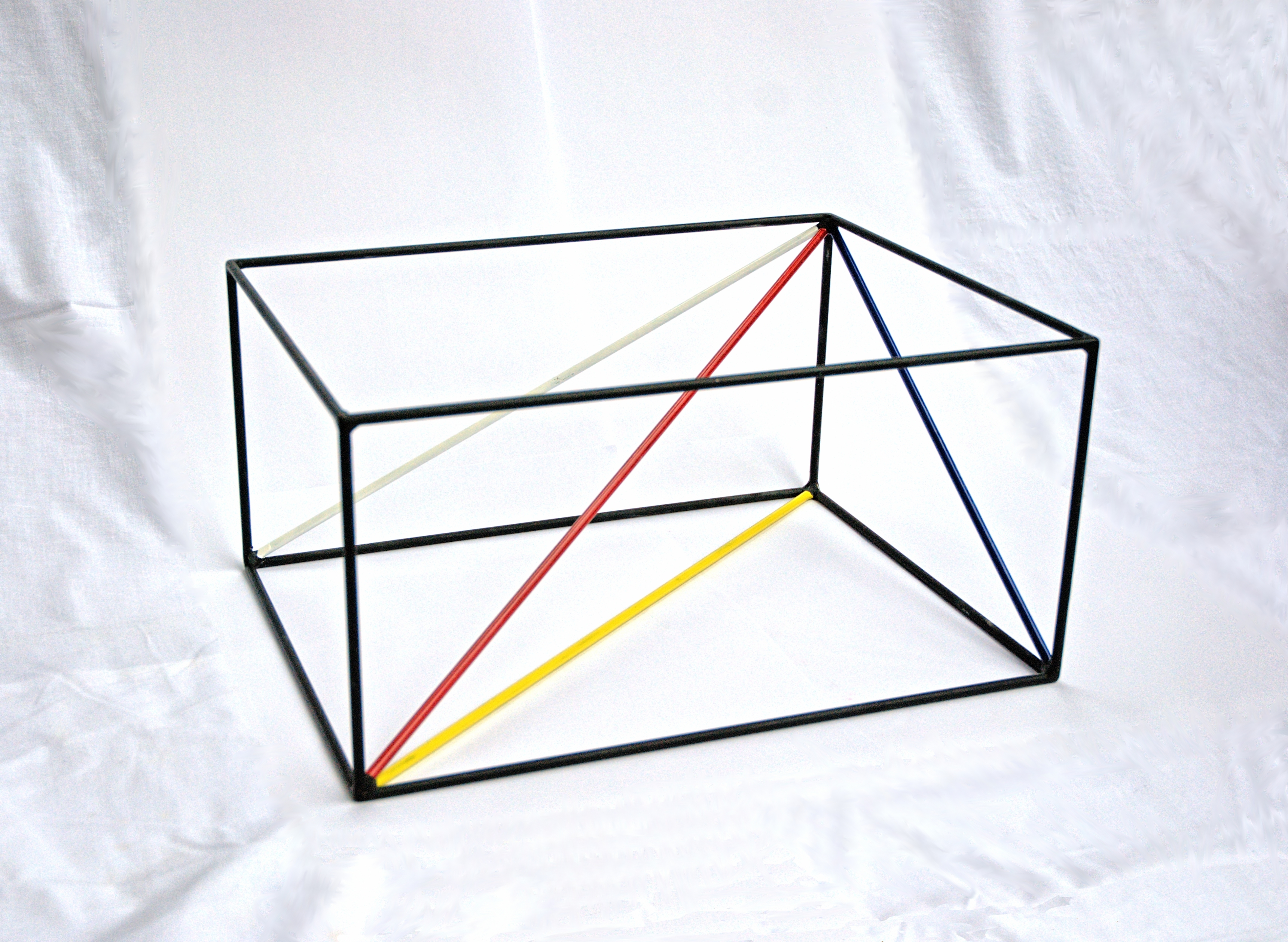
Kantenmodell eines Quaders, Stahl
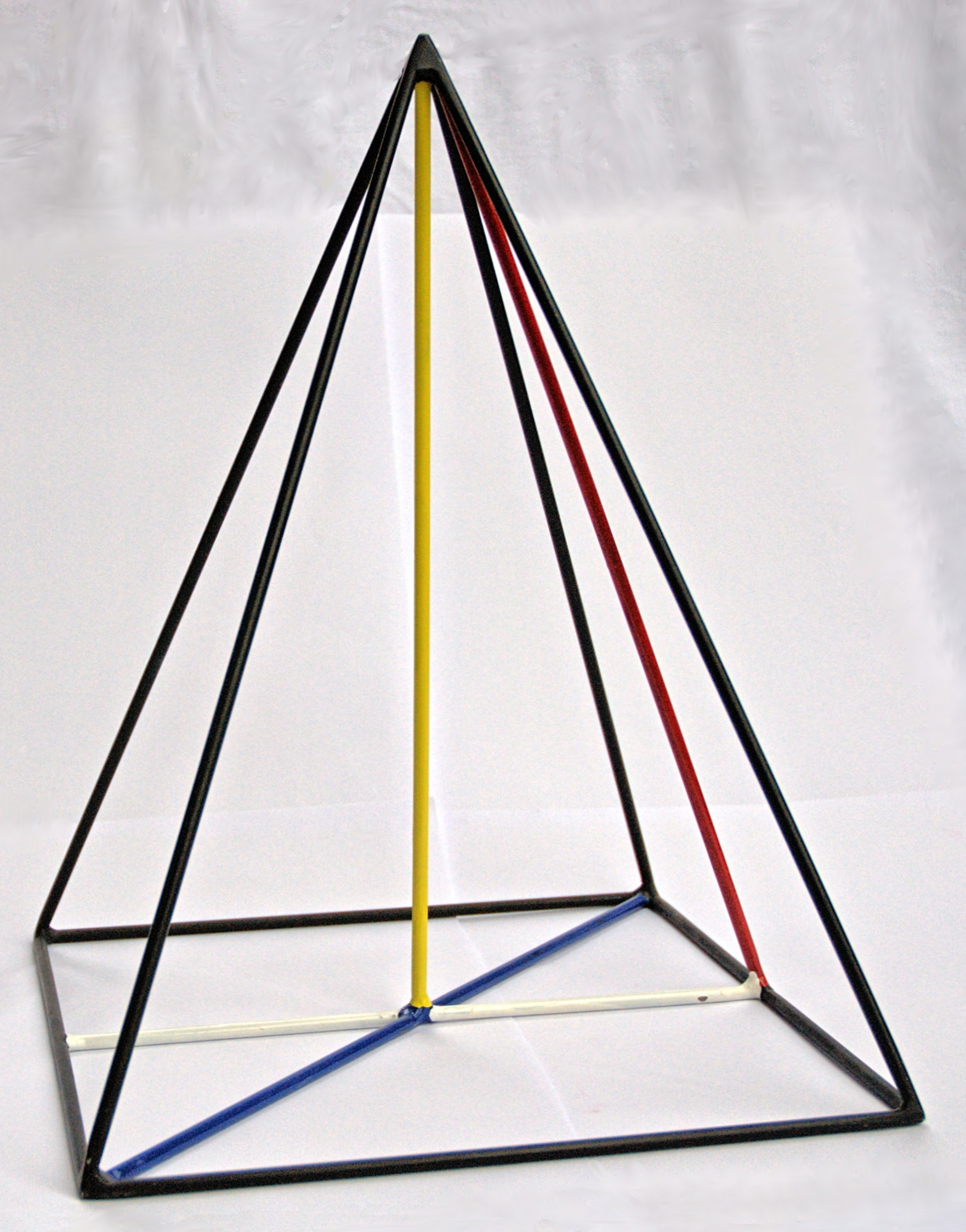
Kantenmodell einer Pyramide, Stahl
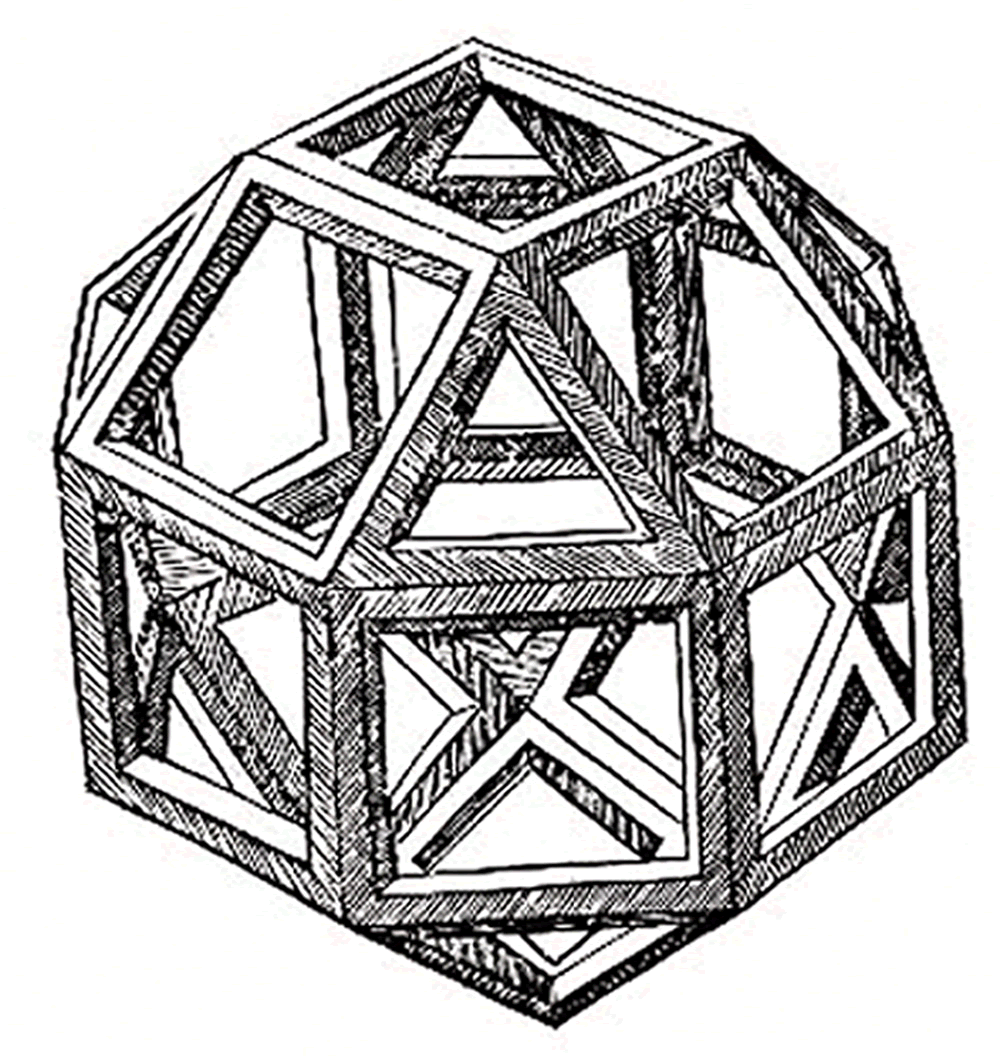
Kantenmodell eines Polyeders, gezeichnet von Leonardo da Vinci
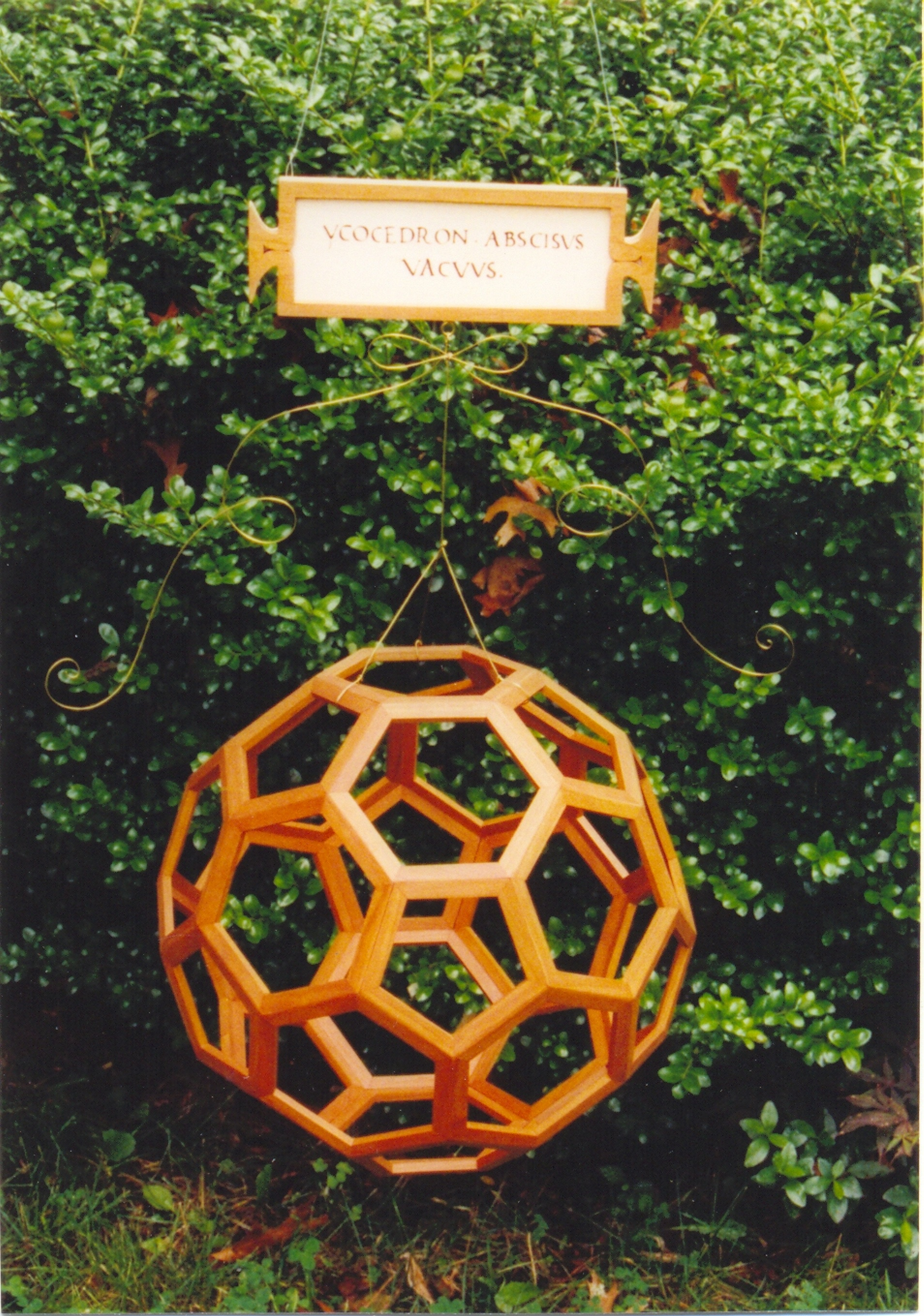
Ikosaederstumpf (oder Fußball-Polyeder) aus Kirschholz

Kantenmodelle erleichtern nicht nur die Bestimmung der Anzahl der Kanten des Körpers sowie entsprechender Winkel, sie dienen auch dazu, das Zeichnen des Körpers, insbesondere des Schrägbilds, vorzubereiten.

### Flächenmodelle
Besonders einfach lässt sich ein Modell aus dem Körpernetz des Körpers falten. Zu diesem Zweck wird das Körpernetz um Schlitze und Laschen beziehungsweise um Klebekanten ergänzt.

Körpernetz eines Tetraeders
Körpernetz eines Würfels
Körpernetzeines Oktaeders
Körpernetzeines Dodekaeders
Körpernetzeines Ikosaeders

Sogenannte Pop-Up-Modelle sind auf eine Weise konstruiert, dass sie sich auf- und wieder zusammenklappen bzw. -ziehen lassen. Ein aus dem Körpernetz gefaltetes Körpermodell dient insbesondere dazu, die Berechnung des Flächeninhalts der Oberfläche des Körpers zu veranschaulichen.

### Fadenmodelle
Bei Regelflächen können Fadenmodelle verwendet werden, um die (Ober-)Fläche zu veranschaulichen.

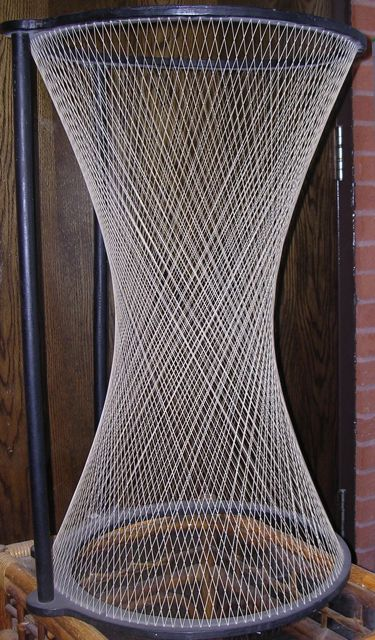
Fadenmodell eines Hyperboloids
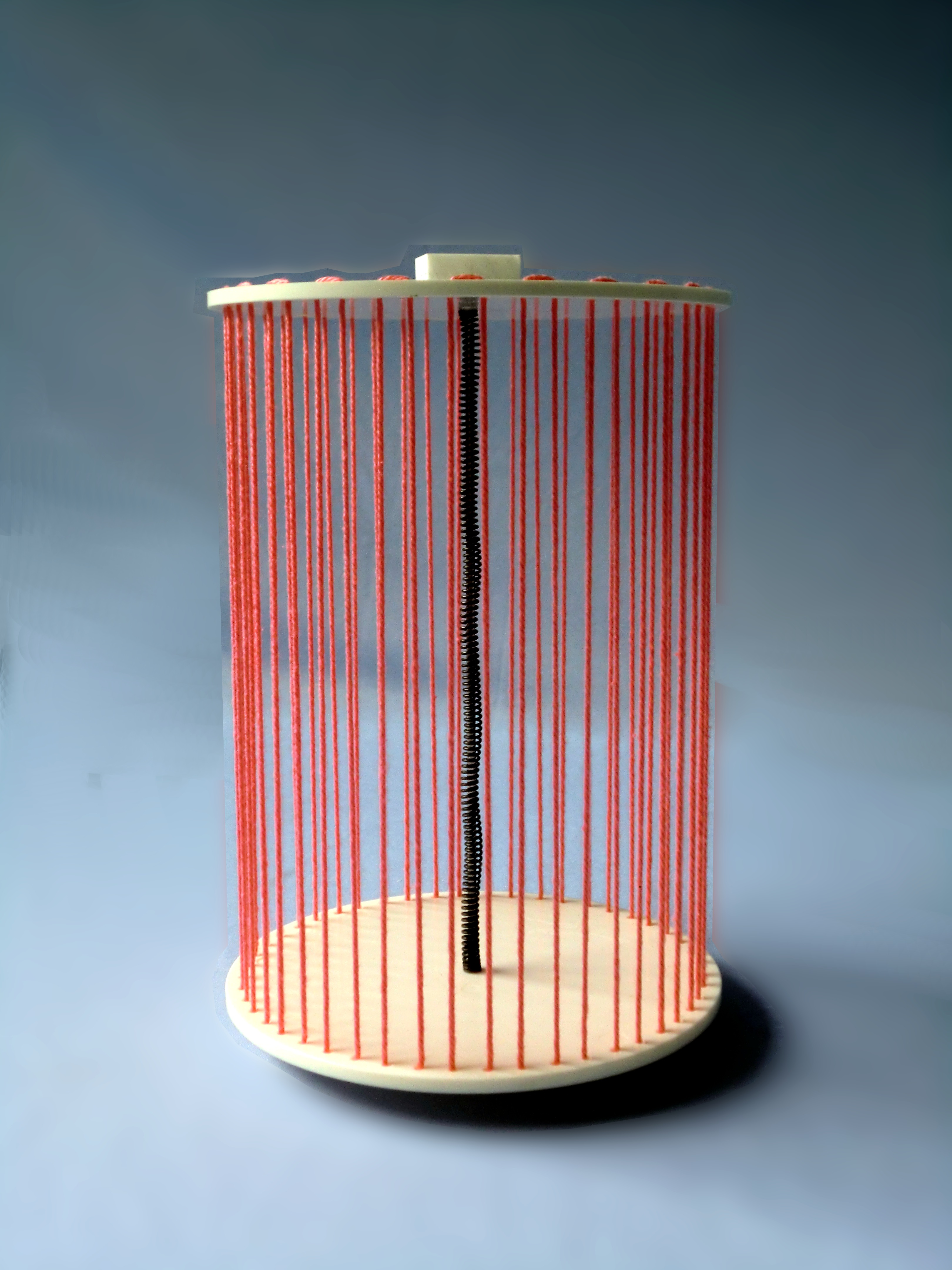
Fadenmodell des Doppelkegels